# Stromatoliti

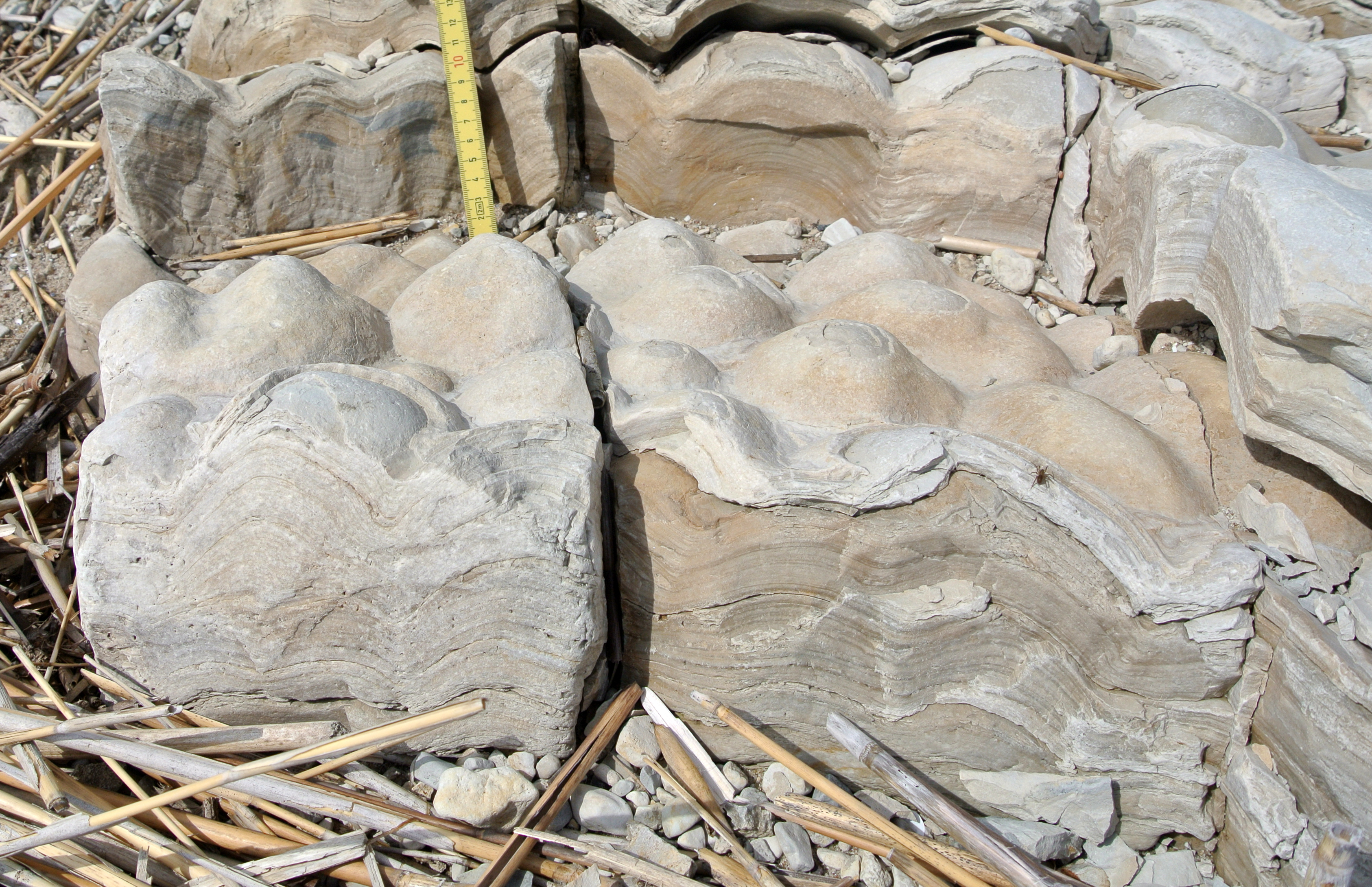
Stromatoliti: è osservabile sia la superficie superiore con andamento mammellonare, che la sezione verticale mostrante le laminazioni di crescita

Le stromatoliti (dal greco στρώμα, strōma, tappeto, coperta e λὶθος, lìthos, pietra) sono strutture sedimentarie, appartenenti al gruppo dei calcari non particellari biocostruiti, finemente laminate, dovute all'attività di microrganismi bentonici fotosintetici, specialmente cianobatteri (procarioti fotosintetici). Le stromatoliti forniscono informazioni sulle più antiche forme di vita ed alcune strutture rinvenute in Groenlandia sono datate più di 3,7 miliardi di anni. Esistono anche stromatoliti che hanno caratteristiche riconducibili a fenomeni di precipitazione non biologica; il rinvenimento di criteri per distinguere fra stromatoliti di origine biotica ed abiotica è uno dei campi di studio attuali della ricerca in geologia.

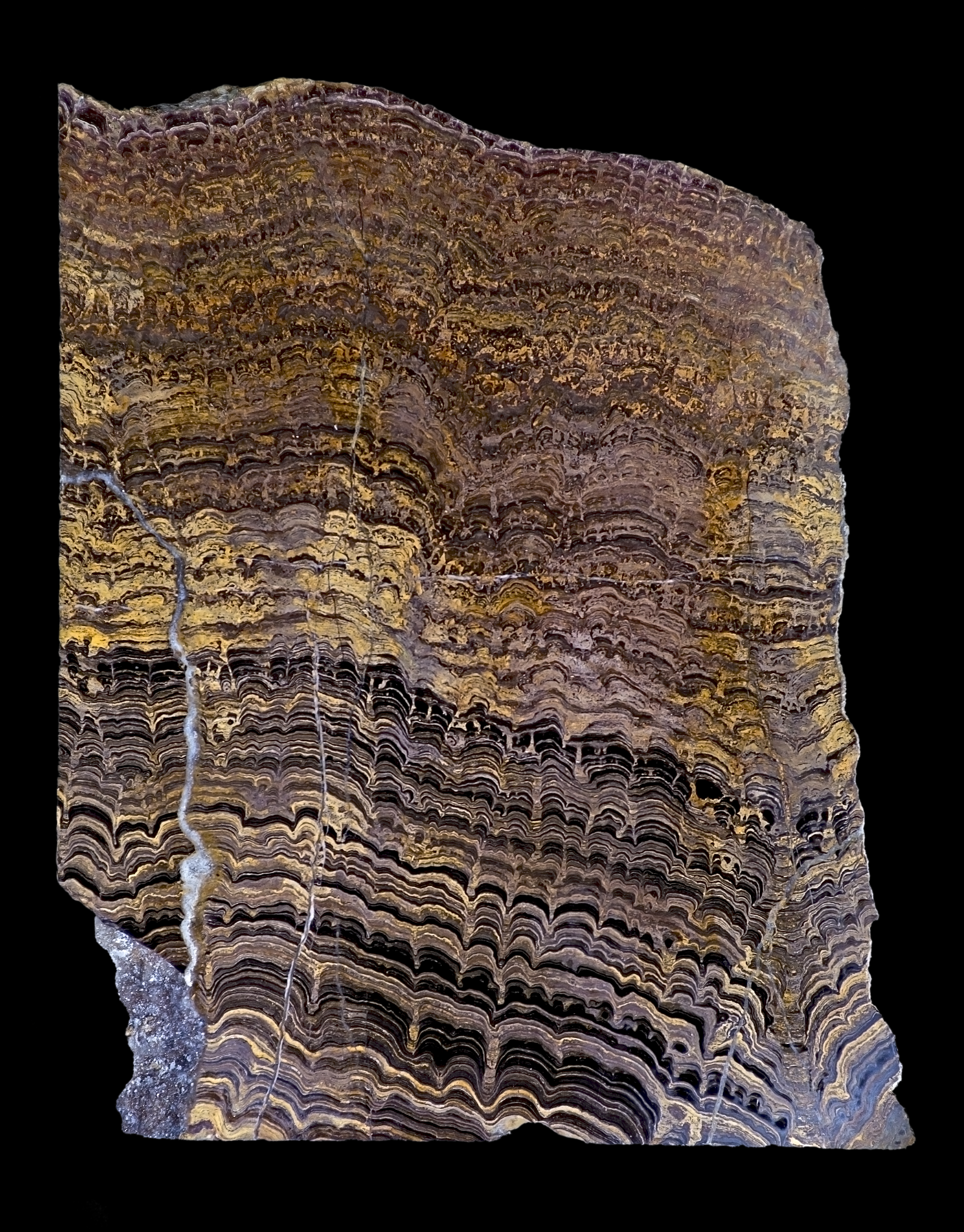
Sezione di stromatoliti colonnari proterozoiche

## Descrizione
Le stromatoliti si formano per intrappolamento periodico nella mucillagine prodotta da cianobatteri, di sedimento particellare molto fine, costituito in prevalenza da fango carbonatico. Dopo che il primo tappeto algale ha fissato le particelle del sedimento sulla sua superficie gelatinosa, fino ad essere completamente coperto, i filamenti algali si sviluppano al di sopra e formano così un altro tappeto. Così facendo si forma una successione di livelli alternati di sostanza organica con altri ricchi di sedimento. A causa dei processi diagenetici, raramente si conservano i resti delle microalghe e la laminazione è l'unica testimonianza della loro attività.
La morfologia delle stromatoliti è molto variabile, da lamine piano-parallele a ondulate, fino a mammellonari e colonnari, a seconda del tipo di alghe o batteri che le costituiscono e delle condizioni ambientali. In ambiente con elevata energia delle acque, i tappeti algali possono formare involucri concentrici intorno ad oggetti ("nuclei") sottoposti a rotolamento continuo per opera di onde e correnti, dando origine ad oggetti isolati chiamati oncoliti, che costituiscono un caso particolare di stromatolite.

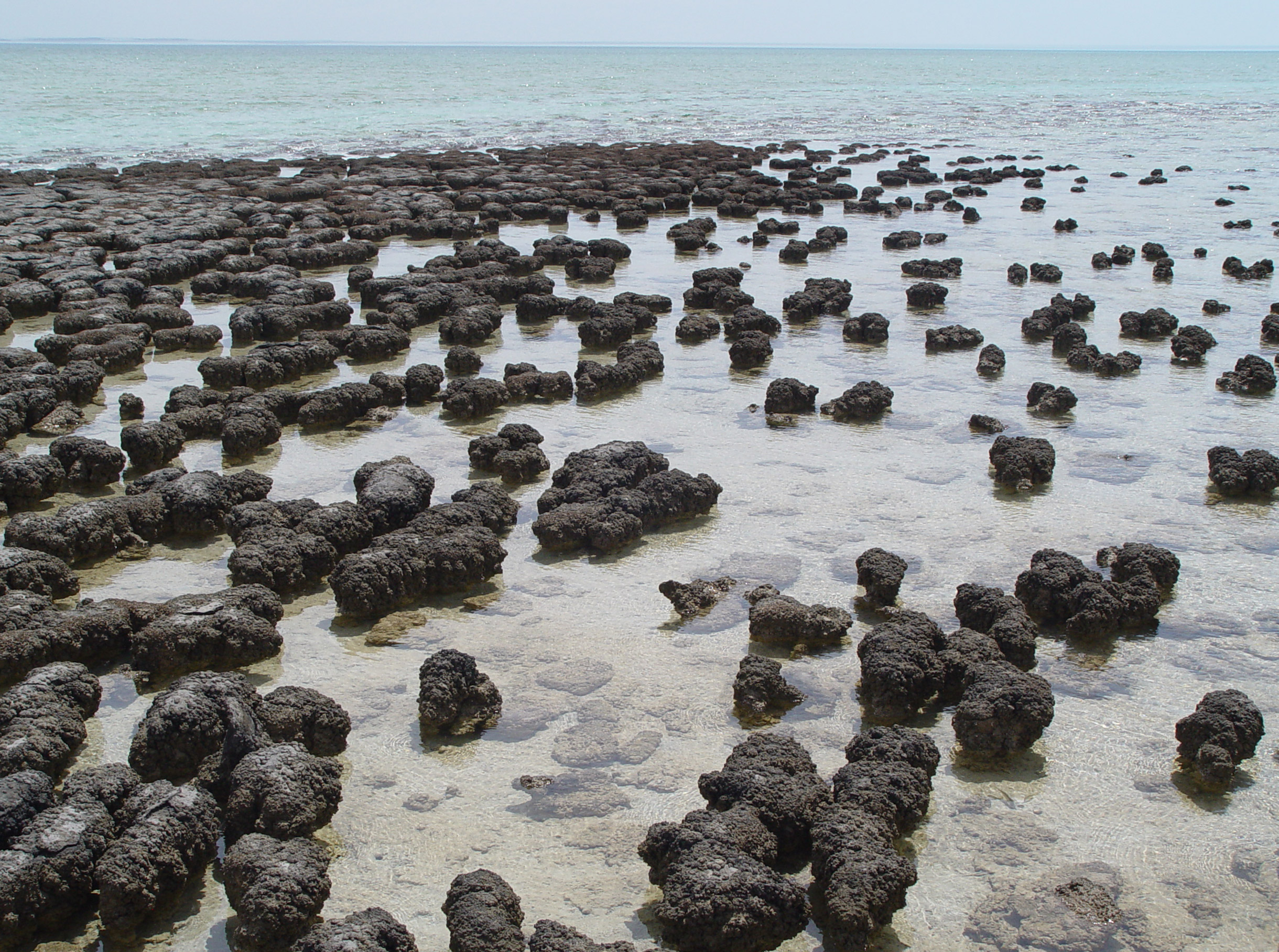
Ambiente di formazione attuale di Stromatoliti (in questo caso da mammellonari a colonnari) - Shark Bay in Australia Occidentale

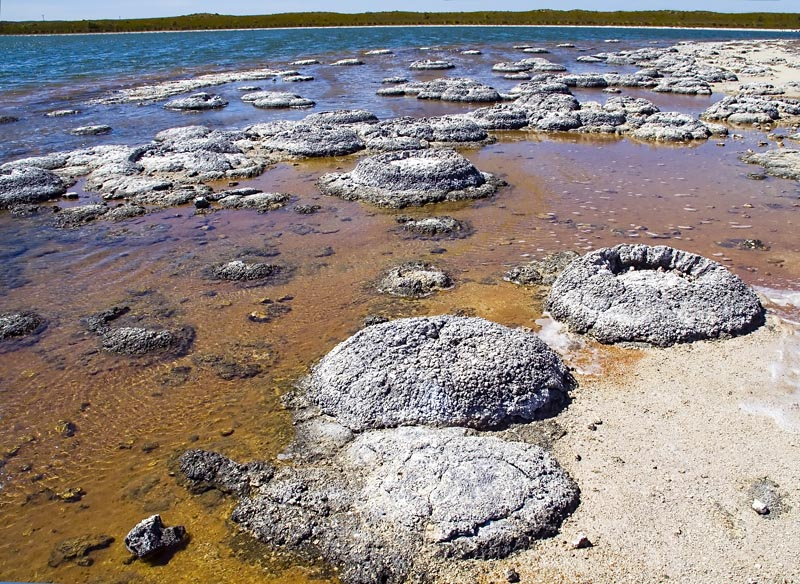
Altre Stromatoliti viventi, con morfologia mammellonare - Lake Thetis, in Australia Occidentale

## Distribuzione stratigrafica
Sono fossili ampiamente diffusi in tutto il Precambriano. Le stromatoliti più antiche di origine microbiotica accertata risalgono a 2 724 milioni di anni fa; nuove scoperte mostrano forti evidenze di stromatoliti da attività microbiotica risalenti a circa 3 450 milioni di anni fa e nel 2016 sono state rinvenute stromatoliti databili a 3 700 milioni di anni fa nella regione Isua in Groenlandia. Tra le più note, quelle rinvenute nella Gunflint Iron Formation in Canada, risalenti a circa 2 miliardi di anni fa.
La comparsa delle stromatoliti, correlata con la comparsa di ossigeno libero nell'atmosfera terrestre, prodotto dalle alghe e la diffusione e crescita dell'ossigeno fino ai livelli attuali nell'atmosfera, è avvenuta nel corso di quasi tre miliardi di anni, durante i quali le stromatoliti si sono diffuse sul globo, costituendo quasi l'unica presenza fossile oggi rinvenibile come traccia di vita per quel periodo.
Nell'Archeano le stromatoliti sono piuttosto rare e strutturalmente semplici; diventano abbondanti e diversificate nel Proterozoico. Le stromatoliti diminuirono in modo definitivo circa 680 milioni di anni fa; si verificò una modesta ripresa solo nel passaggio Cambriano-Ordoviciano. Tale declino è attribuibile alla comparsa dei primi metazoi brucatori e degli organismi fossatori che bioturbavano i fondali marini distruggendo la tessitura delle lamine. 
In Italia sono abbastanza frequenti nelle formazioni del Cambriano inferiore della Sardegna e triassiche delle Alpi e degli Appennini, in ambiente di piattaforma carbonatica; non sono mai state segnalate in rocce di epoca precambriana.

## Distribuzione attuale
Attualmente le stromatoliti si formano in ambienti marini marginali di piana di marea, nella zona intertidale a salinità normale od elevata ma anche in ambienti subtidali di alcune aree dell'Australia, della Florida, delle Bahamas e del Golfo Persico. Queste strutture sono presenti diffusamente anche in ambiente lacustre, soprattutto in clima temperato-tropicale, come prodotto dell'attività batterica.
Hanno un importante significato paleoambientale e, almeno nel Fanerozoico, sono dei buoni indicatori di ambienti di acque basse ad elevata stabilità ambientale. Quelle attuali sono morfologicamente diverse da quelle del Proterozoico, che spesso si presentano con morfologie elaborate.

## Presenza al di fuori del pianeta Terra
Su alcune meteoriti di origine marziana recentemente si sono trovate tracce di tali strutture, che proverebbero l'esistenza di vita su Marte in un lontano passato.

## Ambienti sedimentari correlati
- Piana di marea
- Piattaforma carbonatica